# Empoasca bidens
Empoasca bidens är en insektsart som beskrevs av Delong 1932. Empoasca bidens ingår i släktet Empoasca och familjen dvärgstritar. Inga underarter finns listade i Catalogue of Life.